# Костанєвець
Костанєвець (словен. Kostanjevec) — поселення в общині Словенська Бистриця, Подравський регіон, Словенія.